# Skallig papegoja
Skallig papegoja (Pyrilia aurantiocephala) är en fågel i familjen västpapegojor inom ordningen papegojfåglar.

## Utbredning och systematik
Fågeln återfinns i Amazonas i Brasilien (mellersta Rio Tapajós och möjligen nedre Rio Madeira). Fram tills bara nyligen betraktades den som ungfågel av gampapegoja innan man insåg att det var en egen art. 

## Status
IUCN kategoriserar arten som nära hotad.